# HMS Quail (G45)
Lo HMS Quail (pennant number G45) fu un cacciatorpediniere della Royal Navy britannica, entrato in servizio nel gennaio 1943 come parte della classe Q.
Dopo un breve servizio in oceano Atlantico, il cacciatorpediniere operò nel teatro bellico del Mediterraneo prendendo parte allo sbarco in Sicilia, all'operazione Baytown e allo sbarco a Salerno. Gravemente danneggiato per l'urto con una mina il 15 novembre 1943 davanti Bari, il cacciatorpediniere affondò il successivo 18 maggio 1944 al largo di Taranto mentre veniva trainato a Malta per le riparazioni.

## Storia
Ordinata ai cantieri della Hawthorn Leslie and Company di Hebburn il 2 aprile 1940, la nave fu impostata il 30 settembre 1940 (o il 6 novembre dello stesso anno) e quindi varata il 1º giugno 1942 con il nome di Quail ("quaglia" in lingua inglese), settima unità della Royal Navy a portare questo nome. Entrata in servizio il 7 gennaio 1943, la nave fu assegnata in forza alla Home Fleet e svolse quindi attività di addestramento nella base di Scapa Flow, per poi operare come unità di scorta ai convogli nelle acque delle isole britanniche.
Il 27 febbraio 1943 il Quail si aggregò alla scorta del convoglio Ws27 salpato dal Firth of Clyde, che accompagnò fino a Freetown dove giunse l'8 marzo seguente; destinato inizialmente a essere inviato nell'oceano Indiano, il cacciatorpediniere fu invece trattenuto a Freetown e svolse operazioni di scorta nelle acque dell'oceano Atlantico per poi rientrare a Scapa Flow il 29 aprile. In giugno il Quail fu inviato a Gibilterra per prendere parte alle operazioni belliche nel teatro del mar Mediterraneo, e l'8 luglio seguente partecipò agli eventi dello sbarco in Sicilia (operazione Husky) come membro della scorta di uno scaglione della Mediterranean Fleet incaricato di pattugliare le acque a occidente della Sicilia per prevenire attacchi della flotta italiana. A partire dal 14 luglio il Quail fu ridispiegato lungo le coste orientali dell'isola per svolgere missioni di supporto ai reparti a terra, conducendo pattugliamenti e bombardamenti costieri nella zona dello stretto di Messina; tra il 31 agosto e il 3 settembre il cacciatorpediniere prese parte ai bombardamenti preliminari allo sbarco dei reparti britannici nella zona di Reggio Calabria (operazione Baytown).
Tra il 9 e il 16 settembre 1943 il Quail operò in supporto dei reparti alleati impegnati nello sbarco a Salerno (operazione Avalanche), conducendo vari bombardamenti costieri e missioni di pattugliamento contro attacchi alla flotta di invasione da parte di motosiluranti e sommergibili nemici; in ottobre il cacciatorpediniere fu invece inviato a Bari per svolgere missioni nel teatro del basso mare Adriatico. Il 15 novembre 1943, mentre conduceva una missione di pattugliamento di routine al largo di Bari, il Quail urtò una mina navale depositata il 25 ottobre precedente dal sommergibile tedesco U-453; la nave accusò gravi danni e fu portata a incagliare sulla costa per prevenirne un affondamento. La nave fu sottoposta a lavori di riparazione d'emergenza a Bari, per poi essere trainata a Taranto all'inizio del gennaio 1944 per lavori più estesi; si rivelò impossibile completare le riparazioni nella base pugliese, e in maggio il cacciatorpediniere fu preparato per essere rimorchiato a Malta. Poco dopo essere salpato da Taranto, il 18 maggio lo scafo si capovolse e affondò nella posizione 40°05′N 17°52′E.
Il 5 giugno 2002 una squadra di sommozzatori italiani guidata da Claudia Serpieri individuò ed esplorò il relitto del Quail, posato sul fondale ad una profondità di 90 metri.